# 栗原舞
栗原舞（くりはらまい、1986年11月26日 - ）は日本の大道芸人。静岡県沼津市出身。一輪車を使った大道芸を得意とする。

## 来歴
2007年ヘブンアーティスト取得。
2009年大道芸ワールドカップin静岡初出場。

## 人物
- これまでにさまざまな大会に出場し、数々のタイトルを受賞してきた。
- 小学2年から一輪車に乗り始める。
- 高校時代に全日本一輪車競技大会高校生の部において優勝した。
- 施設を訪問して一輪車やヨーヨーの指導を行っている。
- シングルでの一輪車のほかに、ヨーヨーパフォーマー金子隆也と、「kurikonek（クリコネカ）」というユニットでも活動している。

## プレースタイル
一輪車に乗りながらプリティーな笑顔でまるで空中を自由自在に駆け巡る芸風から「一輪車の妖精」と一部のファンから呼ばれている。一輪車だけでなく縄跳びやヨーヨーなどを使ってパフォーマンスする。

## 出演

### テレビ番組
- 2008年 テレビ東京『Tokyo マヨカラ』
- 2012年 日本テレビ『メレンゲの気持ち』
- 2012年 テレビ朝日『東京サイト』